# Kroppsterapi
Kroppsterapi är en samlande beteckning för olika metoder för professionellt terapeutiskt arbete med människokroppen, vanligen inriktade på behandling, diet, träning eller personlig utveckling. Ordet ”kroppen” ges en vid mening, en levande människa, en ”organism”, inklusive dess andliga och själsliga egenskaper. Typiskt är att man intar en vid helhetssyn där strikta gränser inte dras mellan exempelvis ”det andliga”, ”det psykiska”, ”det mentala”, ”det fysiska”, ”omvärlden” etc. 
Inriktningen är vanligen att med förebyggande, vårdade och/eller behandlande metoder ge sjukvård, friskvård, rekreation, stöd, välbefinnande och träning. I många fall grundas verksamheten på ett salutogent perspektiv. 
Området omfattar många olika praktiska och teoretiska riktningar. Det finns många olikartade metoder och det tillkommer nya. För den enskilde kan bästa val av metod variera från person till person. Terapeutens erfarenhet och personliga förmåga har stor betydelse. Relationen mellan terapeuten och den som behandlas påverkar resultatet. Den behandlades positiva förväntanseffekt bidrar till resultatet, som i all hälso- och sjukvård, men är i fall som detta svår att mäta i dubbelblindtester eller liknande. Det ses därför normalt som en positiv och viktig del av metoden.
Kroppsterapi bör skiljas från kroppspsykoterapi, som är ett smalare begrepp, en form av psykoterapi där man via direkta och indirekta metoder påverkar kroppen och upplevelsen av exempelvis andning och kroppsspänningar. 